# Spetalen
Spetalen ist eine Ortschaft in den norwegischen Kommunen Råde und Fredrikstad, gelegen in der Provinz (Fylke) Østfold. Der Ort hat 2354 Einwohner (Stand: 1. Januar 2024).

## Geografie
Spetalen ist ein sogenannter Tettsted, also eine Ansiedlung, die für statistische Zwecke als eine städtische Siedlung gezählt wird. Der Großteil der Fläche und des Gebiets liegt in der Kommune Råde, in Fredriksstad lebten zum 1. Januar 2024 auf einer Fläche von 0,19 km² lediglich 130 Personen.
Der Ort liegt am Ufer des Krokstadfjorden in der ehemaligen Provinz Østfold.

## Bildung
In Spetalen befindet sich die Spetalen skole, eine Schule für Schüler der ersten bis siebten Jahrgangsstufe, die im Jahr 2017 in ein neues Schulgebäude umzog. Dieses gewann im Jahr 2018 die Auszeichnung als „Schulgebäude des Jahres“.